# Ulrich Schöllkopf
Ulrich Schöllkopf (11.10.1927 - 6.11.1998) là nhà hóa học người Đức, nổi tiếng vì đã cùng với Georg Wittig phát hiện ra phản ứng Wittig năm 1956.

## Cuộc đời và Sự nghiệp
Schöllkopf học ở Đại học Tübingen dưới sự hướng dẫn của Georg Wittig, ông đậu bằng tiến sĩ năm 1956 do công trình làm chung với Georg Wittig về phản ứng Wittig. Ông đạt được "habilitation" ở Đại học Heidelberg năm 1961 và trở thành giáo sư ở Đại học Göttingen.
Năm 1981, ông xuất bản phương pháp tổng hợp amino acid, được gọi là phương pháp Schöllkopf.

## Giải thưởng
- Huy chương Liebig năm 1984

## Tác phẩm
- (viết chung với Georg Wittig) Über Triphenyl-phosphin-methylene als olefinbildende Reagenzien. Ber. d. Dt. Chem. Ges. 87(9):1318 - 1330, 1954